# Epitrachelion

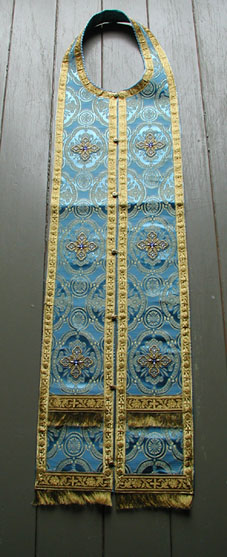
Epitrachelion

Het epitrachelion (Grieks: ἐπιτραχήλιον, letterlijk "rond de nek, hals"; Russisch: епитрахиль) is een insigne: een van de kledingstukken die in de Liturgie het ambt van de betreffende persoon kenbaar maken. Het is een vrij brede dubbele priesterstola in de liturgische kleuren. Het is het eigenlijke teken van het priesterschap. Het wordt daarom bij elke priesterlijke functie gedragen, ook wanneer andere liturgische kleding ontbreekt. Dit kledingstuk is in de oosters-orthodoxe kerken het equivalent van de westerse priesterstola. Op het eerste gezicht is de overeenkomst al duidelijk, alleen zijn in het Oosten de beide uiteinden van de stola door knoopjes verbonden. Soms bestaat het hangende voorste gedeelte zelfs uit één stuk stof in plaats van uit twee aan elkaar genaaide banden. Ook zitten er op de epitrachiel zeven kruisjes, op de westerse stola meestal twee (op de uiteinden). In plaats van kruisen kunnen ook iconen van de twaalf apostelen worden bevestigd.
Het epitrachelion leek oorspronkelijk meer op de losse stola, zodat bij de priesterwijding eenvoudig een van de flappen van het orarion van de diaken (Westers: diakenstola) na het wijdingsgebed rechtgehangen kon worden. In het Westen is deze ritus bewaard gebleven. Zoals in de Kerk van het Westen wordt dit kledingstuk symbolisch verbonden met het zachte juk en de lichte last waarmee Jezus in het Evangelie zijn verlossende genade aanduidt. Daarmee symboliseert het de genadegaven van de priester als bedienaar van het heil. Door het aankleedgebed wordt het ook in verband gebracht met de zalving van Aäron, de eerste Priester. Het symboliseert de genade van het priesterschap, dat de priester ontvangt op de dag van zijn wijding. Een bisschop draagt het epitrachelion als teken van het bewaren van de bisschoppelijke genadegaven.
Het wordt gedragen rond de nek en hangt naar beneden aan de voorkant. Op een lange reep stof zijn zeven kruisen genaaid, het middelste bovenaan, direct achter de halsopening, de andere zes liggen paarsgewijze tegenover elkaar. Beide helften zijn met knoopjes aan elkaar bevestigd. De zes kruisen duiden op de mysteriën die door de priester voltrokken worden: doop, myronzalving, biecht, eucharistie, huwelijk en ziekenzalving. Het wordt daarom bij elke priesterlijke functie gedragen, ook wanneer andere liturgische kleding ontbreekt, want zonder dit kledingstuk kunnen bisschop of priester niet dienen. In feite is het een doorontwikkeling van het Orarion, eigenlijk is het een Orarion waarbij de beide zijkanten aan de voorkant verdubbeld zijn en het reikt tot de volledige lengte van het sticharion. Het wordt gedragen over de podrasjnik, rjaso of de podriznik.

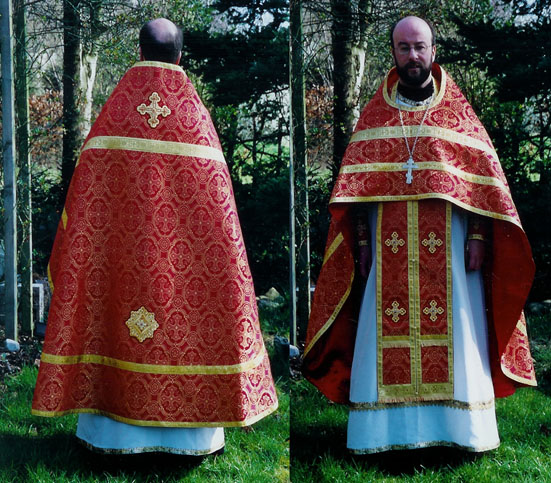
Vader Sergi van de Russisch-Orthodoxe Kerk in Amsterdam, bekleed met stichaar, epitrachelion en phelonion. De zona is op deze foto niet zichtbaar.

De diaken draagt het orarion in plaats van het epitrachelion.